# Jovanovce
Jovanovce (izvirno srbsko Јовановце) je naselje v Srbiji, ki upravno spada pod Občino Crna Trava; slednja pa je del Jablaniškega upravnega okraja.

## Demografija
V naselju živi 42 polnoletnih prebivalcev, pri čemer je njihova povprečna starost 60,8 let (54,2 pri moških in 67,6 pri ženskah). Naselje ima 24 gospodinjstev, pri čemer je povprečno število članov na gospodinjstvo 1,79.
To naselje je, glede na rezultate popisa iz leta 2002, večinoma srbsko, a v času zadnjih treh popisov je opazno zmanjšanje števila prebivalcev.
|  |

| Demografija | Demografija     | Demografija     |
| Leto        | Št. prebivalcev | Št. prebivalcev |
| ----------- | --------------- | --------------- |
|             |                 |                 |
|             |                 |                 |
|             |                 |                 |
|             |                 |                 |
| 1948        | 156             |                 |
| 1953        | 142             |                 |
| 1961        | 125             |                 |
| 1971        | 97              |                 |
| 1981        | 67              |                 |
| 1991        | 52              | 52              |
| 2002        | 43              | 43              |
|             |                 |                 |

| Etnična sestava po popisu iz leta 2002 | Etnična sestava po popisu iz leta 2002 | Etnična sestava po popisu iz leta 2002 | Etnična sestava po popisu iz leta 2002 | Etnična sestava po popisu iz leta 2002 |
| -------------------------------------- | -------------------------------------- | -------------------------------------- | -------------------------------------- | -------------------------------------- |
| Srbi                                   | Srbi                                   |                                        | 41                                     | 95,34%                                 |
| Hrvati                                 | Hrvati                                 |                                        | 1                                      | 2,32%                                  |
| Neznano                                | Neznano                                |                                        | 1                                      | 2,32%                                  |